# Mendel Palace
Mendel Palace, originalmente publicado en  Japón como Quinty (クインティ Kuinti?),  es un juego arcade de acción/rompecabezas del año 1989, desarrollado por Game Freak y KID. Fue distribuido en Japón por Namco y en Norteamérica por Hudson Soft.Game Freak. «作品リスト». gamefreak.co.jp.</ref>

## Argumento
El personaje del jugador debe de salvar a su novia, la cual ha sido raptada por una joven muchacha. la historia difiere ligeramente entre las versiones Americana y japonesa. En la versión americana, el personaje del jugador se llama  Bon-Bon y la chica que debe de rescatar es la princesa Candy, que está atrapada en su propio sueño.  en la versión japonesa, el personaje principal se llama Carton y la chica que debe rescatar es su novia Jenny, la cual ha sido raptada por Quinty (El personaje titular en la versión japonesa), la hermana menor de Carton. 

## Juego
El juego puede ser jugado por un jugador o dos jugadores cooperativamente. Los personajes de los jugadores son dos muchachos, pintados uno de azul y otro de verde, ambos vestidos con chaleco y gorra. Cada nivel está conformado por un cuarto compuesto por una cuadrícula con 5 Baldosas largo y 7 baldosas de ancho, rodeada por una pared. Al comienzo de cada nivel, un número de muñecos enemigos aparecen y comienzan a deambular, tratando de chocar con el jugador. Los jugadores tienen la habilidad de "levantar"  las baldosas sobre las cuales están parados para alejar a los muñecos enemigos, también encontrándose con nuevas baldosas debajo.  los enemigos pueden ser eliminados volteándolas hacia una pared. el jugador debe destruir todos los muñecos para completar el nivel y seguir adelante.